# Leptocotis tenuirostris
Leptocotis tenuirostris är en kräftdjursart som först beskrevs av Claus 1871.  Leptocotis tenuirostris ingår i släktet Leptocotis och familjen Oxycephalidae. Inga underarter finns listade i Catalogue of Life.